# Károly-Zöld Gyöngyi
Károly-Zöld Gyöngyi (Marosvásárhely, 1949. június 4. –) romániai magyar képzőművész.

## Életpályája
1968-ban végzett a marosvásárhelyi Zene és Képzőművészeti Liceum textil-grafika szakán; itt Nagy Pál és Barabás István oktatta. 1973-ban diplomázott a kolozsvári Ion Anreescu Képzőművészeti Főiskola hallgatójaként; tanára Ciupe-Király Mária-Sarolta volt. 1973–2009 között részt vett az országos és külföldi csoportos és nemzetközi kiállításon. 1994-től a Barabás Miklós Céh tagja. 1994–1996 között a Családi Tükör grafikai szerkesztőjeként dolgozott. 2000–2001 között a Kolozsvári Képzőművészeti Egyetem óraadója volt.
Partnere, Károly Sándor (1948-2000) szobrász volt. Fia, Károly Sándor Áron.

## Kiállításai

### Egyéni
- 1975, 1994 Kolozsvár
- 1994, 2003 Pécs
- 2007 Kaposfüred/Kaposvár

### Válogatott, csoportos
- 1996, 2009 Budapest
- 1999-2000, 2004, 2009, 2011 Kolozsvár
- 2000 Szombathely
- 2004 Madrid
- 2005 Pécs
- 2006 Bukarest
- 2007 London
- 2009 Sepsiszentgyörgy
- 2010 Marosvásárhely, Salgótarján
- 2011 Arad

## Díjai
- a Román Képzőművészek Országos Szövetségének különdíja (1999)
- Szolnay Sándor-díj (2002)[3]
- Román Kulturális Érdemrend Lovagkeresztje (2004)
- Nemzetközi Hímzéskiállítás díja (2006)